# Pierre Beek
Pierre Beek (26 december 1945 – Arnhem, 24 mei 2009) was een Nederlandse zanger en bassist. Hij was lid van de Arnhemse band Hank the Knife & the Jets.
Beek timmerde vanaf 1964 aan de weg in verschillende Arnhemse bandjes, echter zonder echte successen. Via zijn werk bij een drukkerij maakte hij kennis met eerst Henk Bruysten en later Arnie Treffers. Met onder andere Bruysten en Treffers startte Beek de band Palace, die vooral in en rond Arnhem veel bekendheid genoot. Treffers stapte over naar Moan (later hernoemd in Long Tall Ernie and the Shakers) en ook Bruysten verliet de groep, waarna Palace zich ontwikkelde tot progressieve rockgroep.
In 1974 leidde een hernieuwde samenwerking met Bruysten tot de single Lazy Daizy/Love Centaur, die werd uitgebracht onder de bandnaam Darling. Ook gitarist Ad van den Berg was kort betrokken bij Darling. In 1975 trad Beek toe tot de door Bruysten opgerichte groep Hank the Knife & the Jets. Deze band scoorde vrijwel direct twee grote Top 40-hits met Guitar King en Stan the Gunman en had behalve in Nederland succes in Duitsland en Frankrijk. Beek was in verschillende periodes gitarist, bassist en zanger van Hank the Knife & the Jets. Nadat de groep uiteenviel was Beek nog betrokken bij verschillende soloprojecten van Bruysten.
Rond 2005 kwam Hank the Knife & the Jets samen om een nieuwe cd te maken en weer te gaan optreden. Beek overleed in mei 2009 na een kort ziekbed in het Arnhemse ziekenhuis Rijnstate aan alvleesklierkanker. Hij is gecremeerd op vrijdag 29 mei 2009 op Moscowa.